# Jellico (Tennessee)
Jellico es una ciudad ubicada en el condado de Campbell en el estado estadounidense de Tennessee. En el Censo de 2010 tenía una población de 2.355 habitantes y una densidad poblacional de 142,56 personas por km².

## Geografía
Jellico se encuentra ubicada en las coordenadas 36°32′57″N 84°8′32″O / 36.54917, -84.14222. Según la Oficina del Censo de los Estados Unidos, Jellico tiene una superficie total de 16.52 km², de la cual 16.33 km² corresponden a tierra firme y (1.14%) 0.19 km² es agua.

## Demografía
Según el censo de 2010, había 2.355 personas residiendo en Jellico. La densidad de población era de 142,56 hab./km². De los 2.355 habitantes, Jellico estaba compuesto por el 0.1% blancos, el 1.83% eran afroamericanos, el 0.38% eran amerindios, el 1.1% eran asiáticos, el 0% eran isleños del Pacífico, el 0.17% eran de otras razas y el 1.32% pertenecían a dos o más razas. Del total de la población el 0.85% eran hispanos o latinos de cualquier raza.